# Vinkelklomygga
Vinkelklomygga, Aedes excrucians är en tvåvingeart som först beskrevs av Walker 1856.  Aedes excrucians ingår i släktet Aedes och familjen stickmyggor. Arten är reproducerande i Sverige. Inga underarter finns listade i Catalogue of Life.